# Buysscheure
Buysscheure (niederländisch Buisscheure und westflämisch Buusscheure, Aussprache [bɥiskœʁ]) ist eine französische Gemeinde mit 580 Einwohnern (Stand: 1. Januar 2022) im Département Nord in der Region Hauts-de-France. Sie gehört zum Arrondissement Dunkerque und ist Mitglied im Gemeindeverband Cœur de Flandre Agglo. Die Bewohner werden Buysscheurois und Buysscheuroises genannt.

## Geografie

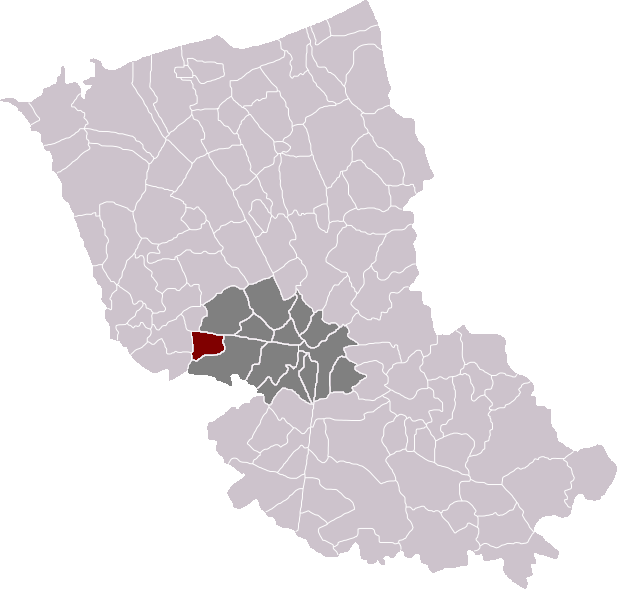
Lage von Buysscheure im Arrondissement Dunkerque

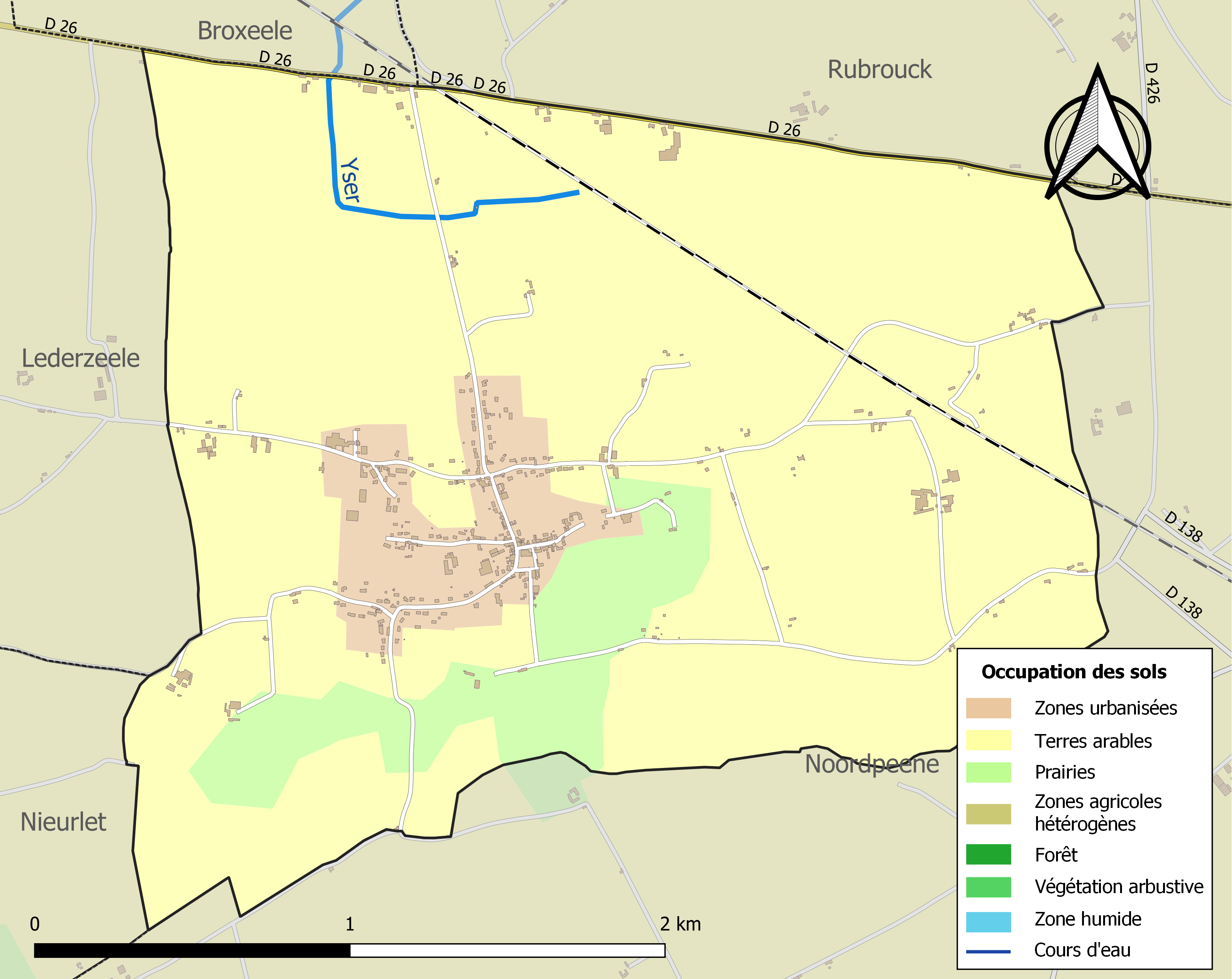
Bodennutzung, Hydrografie und Infrastruktur der Gemeinde (2018)

Buysscheure liegt in Französisch-Flandern, etwa 26 Kilometer südsüdwestlich von Dünkirchen in der Région naturelle Houtland. Der Küstenfluss Yser entspringt im nördlichen Gemeindegebiet, das außerdem von der Poel Becque, dem Flüsschen Paradis und verschiedenen anderen Bächen entwässert wird. Das Zentrum von Buysscheure liegt auf einer Höhe von etwa 25 m. Das Gelände der Gemeinde ist relativ flach und steigt nur im Südosten auf eine maximale Erhöhung von 50 m an.
Etwa 93 % der Fläche der Gemeinde werden landwirtschaftlich genutzt, etwa 7 % entfallen auf bebaute Flächen (Stand: 2018).
Umgeben wird Buysscheure von den Nachbargemeinden Rubrouck im Norden, Noordpeene im Osten und Süden, Nieurlet im Südwesten, Lederzeele im Westen sowie Broxeele im Nordwesten.

## Bevölkerungsentwicklung
| Jahr                       | 1962 | 1968 | 1975 | 1982 | 1990 | 1999 | 2006 | 2013 | 2020 |
| Einwohner                  | 453  | 407  | 376  | 405  | 419  | 453  | 502  | 537  | 599  |
| Quellen: Cassini und INSEE |      |      |      |      |      |      |      |      |      |

Im Jahr 1821 wurde mit 926 Bewohnern die bisher höchste Einwohnerzahl ermittelt.

## Sehenswürdigkeiten
- Kirche Décollation-de-Saint-Jean-Baptiste. Sie birgt zahlreiche Ausstattungsgegenstände, die in der Base Palissy gelistet sind, darunter eine große Anzahl, die als Monument historique der beweglichen Objekte klassifiziert sind.
- Monumentalkreuz an der Kirche
- Gefallenendenkmal

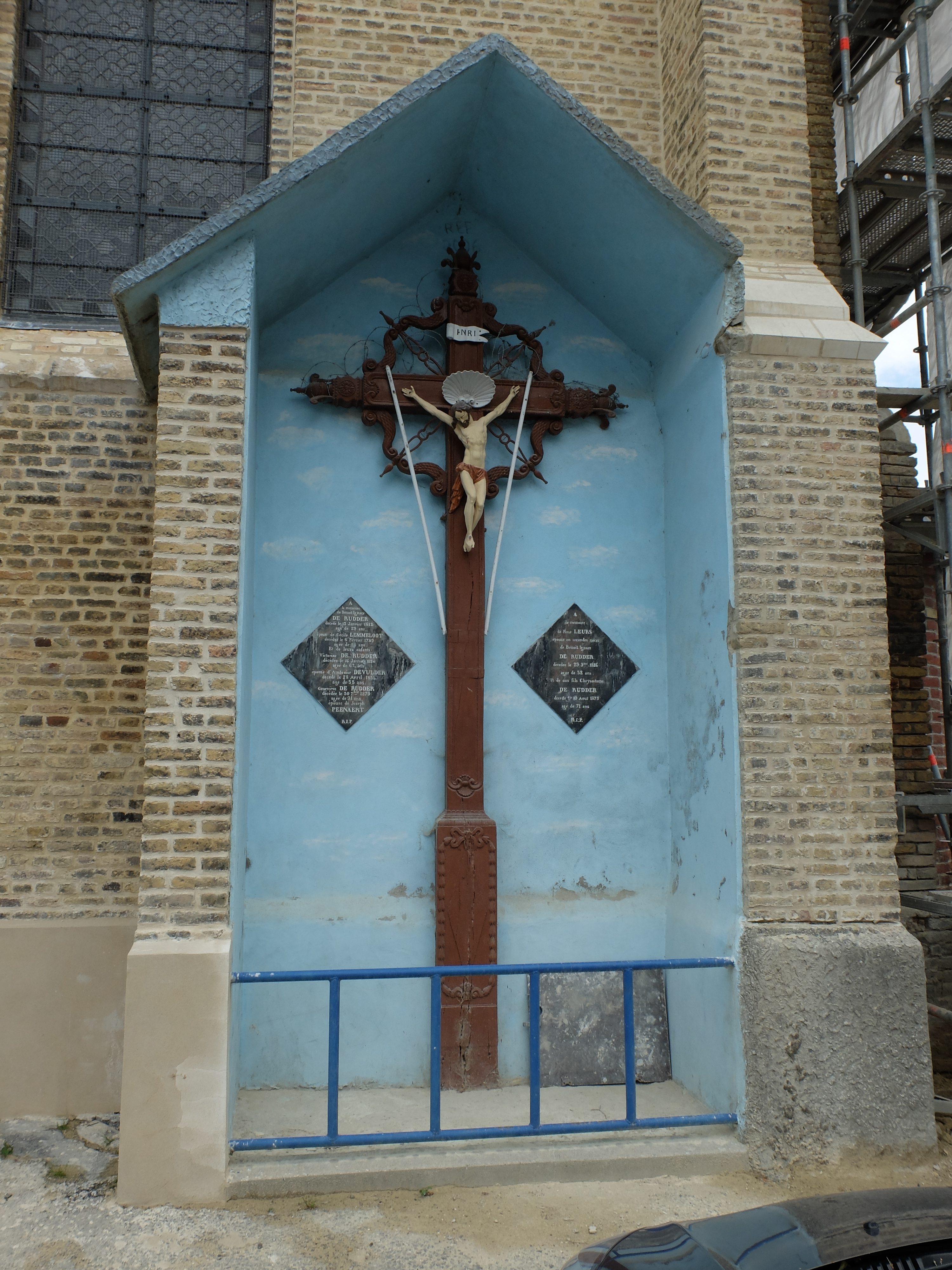
Monumentalkreuz
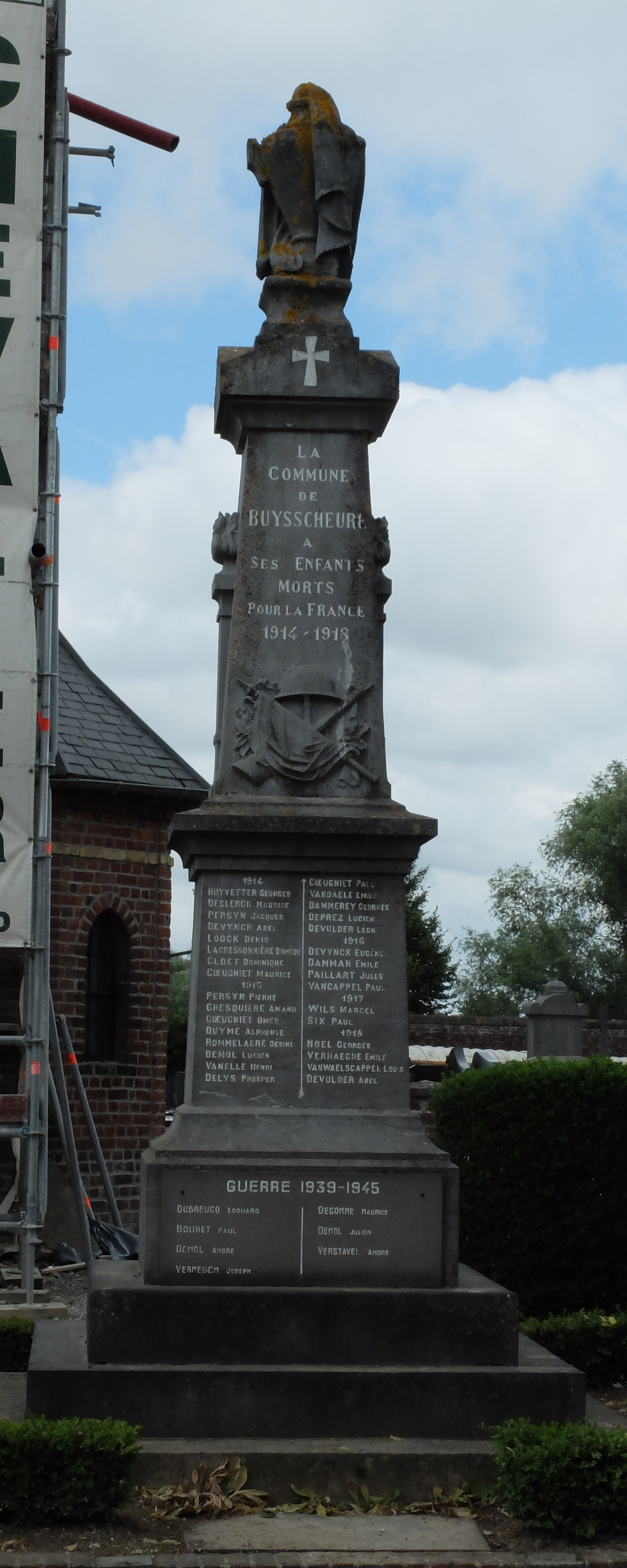
Gefallenendenkmal
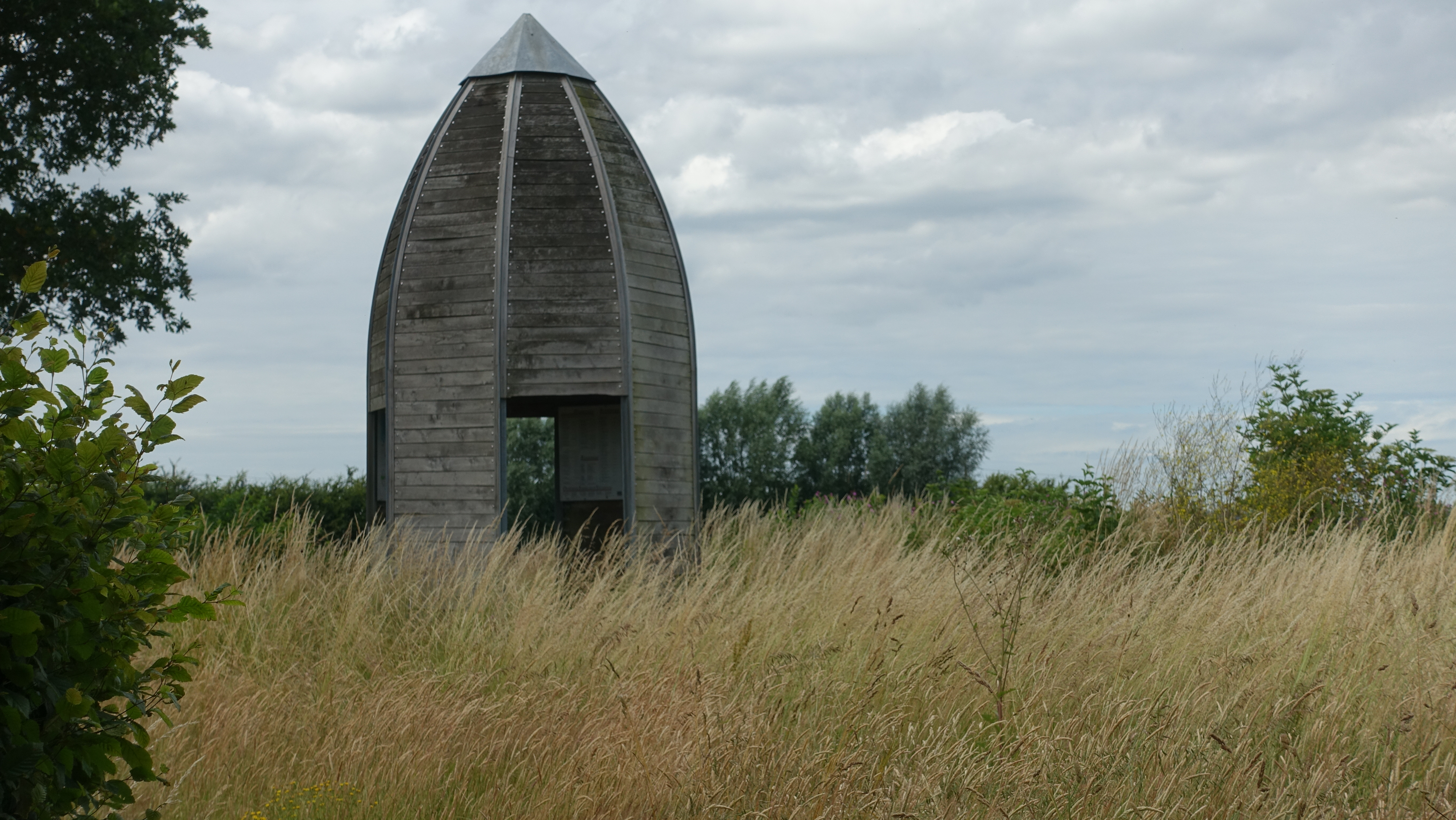
Monument der Yser-Quelle

## Wirtschaft und Infrastruktur
In der Gemeinde sind 16 Landwirtschaftsbetriebe ansässig (Getreide- und Beerenanbau, Zucht von Pferden, Schafen und Ziegen).
Buysscheure liegt etwas abseits von größeren Verkehrsachsen. Die Departementsstraße D 26 von Watten nach Cassel wird entlang der nördlichen Gemeindegrenze geführt. Lokale Landstraßen verbinden das Zentrum mit den Weilern der Gemeinde und Nachbargemeinden. Busse einer Linie der Transportgesellschaft Arc-en-Ciel des Départements Nord verbinden Buysscheure mit Hazebrouck über Cassel.
Die Eisenbahn-Schnellfahrstrecke LGV Nord von Paris zum Eurotunnel wird quer durch das nordöstliche Gemeindegebiet ohne Haltepunkt geführt.

## Belege
1. ↑  Répartition des superficies en 15 postes d’occupation des sols (métropole). CORINE Land Cover, 2018, abgerufen am 2. Mai 2024 (französisch).
2. ↑  Buysscheure auf cassini.ehess
3. ↑  Landwirtschaftsbetriebe auf annuaire-mairie.fr (französisch)
4. ↑  Plan du périmètre Flandres - Arc en Ciel. Arc-en-Ciel, abgerufen am 2. Mai 2024 (französisch).